# İdil Biret

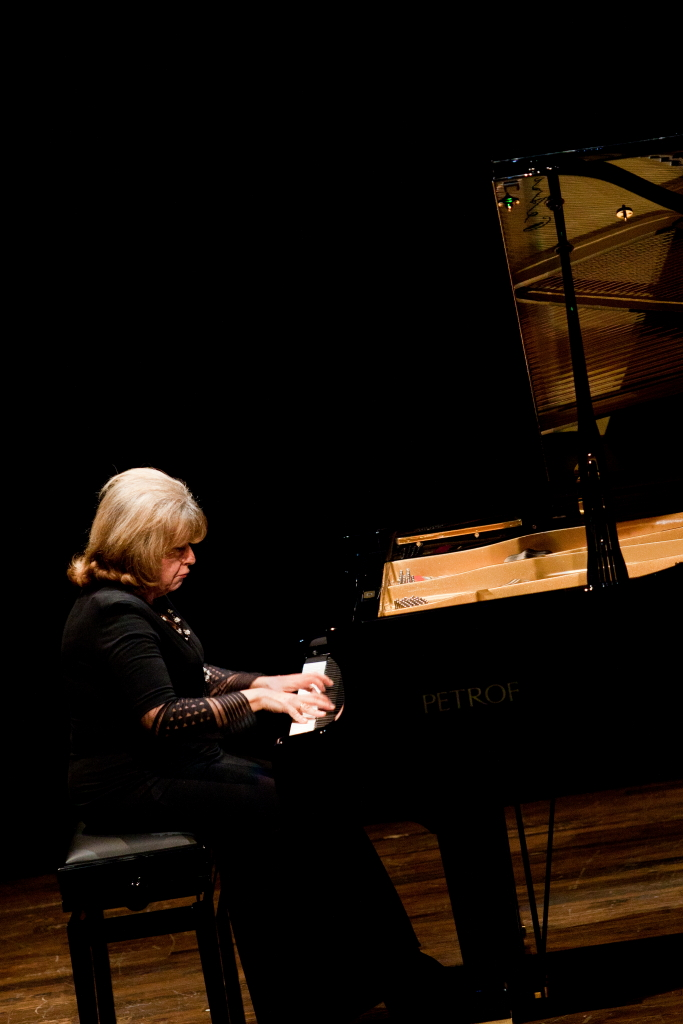
İdil Biret, Küçükçekmece, 2012

İdil Biret (Ankara, 21 november 1941) is een Turks concertpianiste, vooral bekend voor haar Romantische repertoire.
Biret begon met pianolessen op vijfjarige leeftijd bij Mithat Fenmen, die studeerde bij Nadia Boulanger en Alfred Cortot. Toen ze zeven jaar oud was werd in het Turkse parlement een speciale wet aangenomen die het haar mogelijk maakte om in het buitenland te studeren. Ze ging daarop naar het Conservatoire national supérieur de musique in Parijs, waar ze studeerde bij Nadia Boulanger. Madeleine de Valmalète liet haar kennismaken met de muziek van Brahms, wiens werken zij later op zou nemen. Ze studeerde af bij het CNSM toen ze vijftien oud was, en kreeg daarbij drie prijzen toegekend. Ze zette haar studie daarna voort bij Alfred Cortot en Wilhelm Kempff.
Vanaf haar zeventiende speelde Biret als soliste met de meeste vooraanstaande orkesten uit de wereld, waaronder het London Symphony, het London Philharmonic Orchestra, het Boston Symphony, het Leningrad Philharmonic, het Gewandhausorchester in Leipzig, de Staatskapelle Dresden, het Orchestre de la Suisse Romande, het Tokyo Philharmonic, en het Orchestre National de France. Ze werkte met dirigenten zoals Pierre Monteux, Rudolf Kempe, Gennadi Rozjdestvenski, Aaron Copland, Rafael Frühbeck de Burgos, Charles Mackerras, Jean Fournet en Antoni Wit
Ze is jurylid geweest in diverse internationale wedstrijden: Van Cliburn in de VS, de Koningin Elisabethwedstrijd in België, de Montreal International Music Competition in Canada, Liszt in Weimar, Duitsland en Busoni in Italië.

## Repertoire
Biret heeft een breed repertoire, dat vooral de Romantiek bestrijkt. Het bekendst is ze wel door haar Chopin-opnames waarmee ze in Polen de prestigieuze 'Grand Prix du Disque Frédéric Chopin' won in 1995.
In de jaren tachtig trad ze veel op met de 32 sonates van Beethoven en de pianotranscripties van zijn 9 symfonieën door Franz Liszt. In de jaren negentig speelde ze vaak de vijf pianoconcerten van Beethoven en het Tripelconcert. In 1997 speelde Biret in Duitsland in vijf aaneengesloten recitals alle solowerken voor piano van Brahms.

## Discografie
Tot 1997 had ze meer dan zeventig opnames gemaakt, waaronder de wereldpremière van de transcripties door Liszt van de negen symfonieën van Beethoven (EMI 6LP/1986), het complete pianowerk en de concerten van Chopin (15CD/1992), die van Brahms (12CD/1997) en van Rachmaninov (10CD/2000) en de pianotranscriptie van Stravinski’s balletmuziek L'Oiseau de Feu (2003).
İdil Biret maakte ook opnames van 20e-eeuwse klassieke muziek, zoals de drie pianosonates van Boulez (Naxos Records 1995) en de pianowerken van Wilhelm Kempff (Marco Polo 1991), en de etudes (deel 1 en 2) van György Ligeti voor Naxos, die werden uitgebracht in 2003.
In 2007 voltooide ze de opnames van de 32 sonates van Beethoven op haar eigen label IBA (Idil Biret Archives).

## Prijzen en erkenningen
Behalve de “Grand Prix du Disque Frédéric Chopin” die ze in 1995 won voor het complete werk van Chopin won ze in datzelfde jaar ook de “Diapason d’Or” in Frankrijk voor haar opnames van Boulez’ sonates, die door het dagblad 'Le Monde' werden uitgeroepen tot een van de beste opnames van het jaar.
Verder ontving Biret de volgende prijzen: de Lily Boulanger Memorial Prize in Boston (VS), de Harriet Cohen/ Dinu Lipatti Gold Medal in Londen (UK) de Nationale Ridderorde van Verdienste in Frankrijk, de Adelaide Ristori Prijs uit Italië. In 2007 ontving ze van de Poolse president Lech Kaczyński de Orde van Verdienste voor haar bijdragen aan de Poolse cultuur.

## Waardering
Biret kreeg veel waardering van de critici:
- Wilhelm Kempff (Duitsland) “Mijn favoriete leerling İdil Biret... Dit genie op de piano behoort tot de klasse van uitzonderlijke talenten van onze tijd.”
- Igor Kipnis (VS) “De complete opnames van Chopin door İdil Biret behoren tot het hoogste niveau van het spel van heden ten dage.”
- Donald Henahan (VS) “Slechts de dapperste technicus vol vertrouwen durft het aan om Liszts transcripties voor piano van Berlioz’ Symphonie fantastique te spelen zoals Idil Biret dat deed.”
- Henry-Louis de la Grange (Frankrijk) “İdil Biret, die in 1986 de transcripties van Liszt van Beethoven aandurfde en overwon, doet het nu opnieuw door de hele cyclus van Chopin te spelen, en wel met een adembenemende interpretatie.”

## Bron
1. ↑  "C comme Chopin", in Improvisation so piano, Jean-Pierre Thiollet, Neva Editions, 2017, p. 28. ISBN 978-2-35055-228-6

- Bibsys: 1024698
- Biblioteca Nacional de España: XX1286794
- Bibliothèque nationale de France: cb13926783f (data)
- Gemeinsame Normdatei: 13088653X
- International Standard Name Identifier: 0000 0000 7823 7076
- Library of Congress Control Number: n81014579
- MusicBrainz: 8a2ce8fe-35fa-44b5-a91f-d8cc38dfc676
- Nationale Bibliotheek van Tsjechië: xx0114923
- Nationale bibliotheek van Australië: 35692442
- Nationale Bibliotheek van Israël: 987007436431505171
- Nationale Bibliotheek van Polen: a0000002500864
- Nationale en Universitaire bibliotheek Zagreb: 000593711
- Nederlandse Thesaurus van Auteursnamen: 137048513
- SNAC: w6v53638
- Système universitaire de documentation: 110035585
- Trove: 1044956
- Virtual International Authority File: 61734031
- WorldCat: E39PBJpDRvfrqw9C8CqRGDYByd